# Mertim
El Mertim, un acrónimo de Mersin Ticaret Merkezi (en inglésː Mersin Trade Center), es el edificio más alto de la ciudad de Mersin, en la costa mediterránea del sur de Turquía. Fue el edificio más alto de ese país entre 1987 y 2000, hasta la finalización de las torres İş Bankası en Estambul.

## Características
Con 176 metros es el edificio más alto de Mersin. Su construcción comenzó en 1986 y terminó en 1987. En la actualidad es el edificio hotelero más alto de Turquía.